# 乔治娅·莫菲特
乔治娅·伊丽莎白·莫菲特（Georgia Elizabeth Moffett，1984年12月25日—），是一位英國女演員。莫菲特出生在倫敦西，是演員Peter Davison (出生名 Peter Moffett)和演員Sandra Dickinson的女兒。她可能最知名在The Bill中所扮演DI Samantha Nixon的女兒的角色。

## 生涯
莫菲特就讀在位於牛津的St Edward's School，於1999年她15歲時首次在電視上登台，這次登台的角色是在Peak Practice中飾演Nicki Davey。Moffett也出現在了其他電視劇中，如The Second Quest和Like Father Like Son。2004年，她在ITV1 電視劇 Where the Heart Is中扮演被蹂躪的Alice Harding，2005年，她與父親Peter Davison在Fear, Stress & Anger和 The Last Detective同台表演。
2007年，她在倫敦London's Menier Chocolate Factory首次演出舞台劇：在Total Eclipse飾演Mathilde Verlaine。
2008年5月，在《異世奇人》"博士之女"（The Doctor's Daughter）一集中，莫菲特與她未來的丈夫David Tennant飾演的博士一起，出演了博士的克隆女兒Jenny 。Moffett的父親Peter Davison曾經扮演過第五任博士。2008年8月，莫菲特在BBC Three的間諜衍生劇Spooks: Code 9出演了Kylie Roman。
2009年，她在BBC動畫冒險Doctor Who: Dreamland為Cassie Rice角色配音，後來在BBC電視劇Merlin中飾演Lady Vivian。
2010年6月，她出演了短劇Hens，該劇在Riverside Studios演了4場，並在之後在Sky Arts 2播出。之後，她在電視劇Thorne: Sleepyhead中出演了一個小角色：主偵探之一的妻子。

## 個人生活
莫菲特在16歲懷孕， 2002年3月27日生了一個小孩Tyler。她的兒子曾與她在英國真人秀節目Four Weddings和Doctor Who Confidential中共同出現，而且曾為BBC網站採訪過Moffett。Tyler Moffett就讀於他奶奶Sandra Dickinson擁有的一所位於倫敦的戲劇學校，並在2010年5月為British Teddy Bear Company的電視廣告進行了第一次演出。
2011年1月，英國多家報紙報導，莫菲特與演員David Tennant訂婚，將在2012年舉行婚禮。莫菲特在2011年3月生了他們的女兒Neither。Tennant和莫菲特從未公開談起或評論過他們之間的關係。

## 外部連結
- 乔治娅·莫菲特在互联网电影资料库（IMDb）上的資料（英文）